# Ricardo Sánchez Romo
Ricardo Alfonso Sánchez Romo (1956 - 28 de enero de 1999) fue un abogado, reo y perseguido político ecuatoriano.

## Biografía
Sus padres fueron María Concepción Romo Hannan, una educadora guayaquileña, y Álvaro Sánchez Muñoz, político colombiano que llegó a ser senador y diputado por el Partido Conservador de su país. Debido a la separación de sus padres, Ricardo llegó a estar apegado a su madre. Se graduó en la Academia Naval Guayaquil, y estudió en universidades de Estados Unidos y Colombia, pero terminó su carrera de abogado en la Universidad de Guayaquil.
Su madre fundó el plantel educativo International School, donde Ricardo fue vicerrector, y por lo cual lograron acumular una fortuna. Luego compró 50 hectáreas en la urbanización El Cortijo, a unos comuneros que estaban a punto de perder dichas tierras debido al litigio del Banco de Fomento. Ahí construyó su casa hacienda, junto a la del alcalde León Febres-Cordero Ribadeneyra, con el cual logró entablar una buena amistad debido a sus aficiones por los caballos. El 5 de diciembre de 1995, luego de comprar un caballo campeón de carreras peruano, se reunió con Febres-Cordero, acabando su amistad de acuerdo a la madre de Ricardo, debido a que el mismo había dicho que Jaime Nebot nunca ganaría la presidencia. Más tarde, el 11 de diciembre, es acusado de intento de asesinato, supuestamente por haber llegado con unos sicarios colombianos a las afueras de la casa de Nebot y disparar. Es capturado en Ambato, en 1996, luego de un operativo policial, en el cual declaró ser un perseguido político por el Partido Social Cristiano, por ser medio hermano de Nebot.
El 28 de enero de 1999, a las 06h00, Ricardo realizó una llamada a su esposa indicándole que su compañero de celda fue trasladado a otra y que han puesto a un guardia a resguardar su celda, lo cual le parecía muy raro, también dijo que él ve solo dos formas de salir de prisión, fugándose o saliendo en un ataúd. A las 10h00, mientras los otros reos se encontraban en el patio de la prisión, Ricardo fue asesinado en su celda con varios disparos en la cabeza. Pese a que dos reos colombianos se atribuyeron el asesinato y más tarde se retractaron del testimonio, el expresidente Abdalá Bucaram, decía que los que mataron a Ricardo eran los social cristianos por ser hermano de Nebot.